# What Is House EP
What Is House EP – pierwszy minialbum zespołu LFO, wydany w 1992 r.

## Lista utworów
1. Tan Ta Ra (Moby Remix)
2. Mashed Potato
3. What Is House (LFO Remix)
4. Syndrome